# Bengt Johansson (ämbetsman)
Bengt Hilmer Johansson, född 24 september 1937 i Lycksele församling, Västerbottens län, är en svensk ingenjör, ämbetsman och kommunalpolitiker.
Johansson, som är son till föreståndare Hilmer Johansson och Olga Nilsson, utexaminerades från Kungliga Tekniska högskolan 1962. Han var forskningsassistent vid nämnda läroanstalt 1962–1963, byrådirektör vid Bostadsstyrelsen 1964–1966, verksam vid K-konsult 1967, länsbostadsdirektör i Uppsala län 1967–1973, kommunalråd för Folkpartiet i Uppsala kommun 1974–1977, generaldirektör och chef för Bostadsstyrelsen 1977–1988, verksam vid Bostadsdepartementet 1988–1989, gatudirektör i Uppsala kommun 1989–1997 samt direktör och förvaltningschef för Uppsala kommun Entreprenad från 1998.